# Wolphard–Kakas-ház
A Wolphard–Kakas-ház Kolozsvár főterén álló épület, a város legjelentősebb reneszánsz műemléke. A romániai műemlékek  jegyzékében a CJ-II-m-A-07498 sorszámon szerepel.
Nevét az építtető Adrianus Wolphard plébánosról és a későbbi tulajdonos Kakas István diplomatáról kapta. Jelenleg a Képzőművészeti és Formatervezői Egyetem (UAD) székhelye, a földszinten pedig egy bankfiók található.

## Története

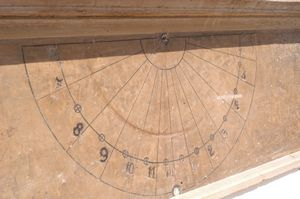
Napóra

A ház építtetését Adrianus Wolphard 1534 és 1541 között kezdte. A humanista műveltségű pap, aki Bolognában tanult, olasz mestert fogadott fel. Az ő korszakában épült a boltíves kapualj és az első emelet három helyisége. A ház építését örököse, Wolphard István, a város csillagászattal is foglalkozó főbírája fejezte be: meghosszabbíttatta a földszinti és emeleti vestibulumot, elkészíttette a kapualj fölötti második helyiséget, az udvari szárnyhoz pedig még két helyiséget és egy újabb lépcsőt ragasztott. Halála után özvegye Kakas Istvánhoz ment feleségül; az új tulajdonos 1590–1592 között tovább bővíttette a házat. Kakas István alakíttatta ki a zodiákus-termet, amelyet a tizenkét állatöv jelvényei díszítettek. Szintén ő helyeztette el a napórát is. Mihály vajda elkobozta az épületet Kakastól, amelyet utóbb Jacobinus János kapott meg; utóbb Kakas hosszas pert folytatott Jacobinussal a ház visszaszerzéséért. 1602-ben Bogner Imre, a tizennégyszer megválasztott főbíró, majd Linczegh János főbíró lakása és tulajdona volt. Rázsa-háznak is nevezték, a rázsaszövet mintájára kockásan volt tarkára festve. Jósika Miklós is említést tesz róla Abafi című regényében: „A felső emeletet, a ház alsó osztályától, egészen hosszában elfolyó, keskeny zsindelyfődél választ el, mely kockásan vörösre és fehérre volt festve. A kettős ablak alatt magas, kerek boltozatú kapu mélyedett, s e mellett jobbra-balra két ablak, cifra zöldre festett s aranyozásokkal terhelt rostélyzattal.”
A ház a 19. század második felében Szathmári Elek aranyműves kezére került. Nagyravágyó terve megvalósításához megvásárolta a szomszédos, ugyancsak reneszánsz épületet, a Bogner-Gellyén-házat. Ezt és a Wolphard–Kakas-ház utcai szárnyát lebontatta, az udvari szárny azonban megmaradt. A lebontott épületrészek helyén 1894-ben felépíttette a ma is látható, modern, késő eklektikus kétemeletes házat. A faragott feliratos kövek részben a Történelmi Múzeum kőtárába kerültek, részben a jelenlegi épületben beépítve láthatók. Emeleti részén az Erdélyi Bank és Takarékpénztár bankárai intézték a pénzügyeket, a pénzintézetet 1896-tól Lendvay Emil János vezérigazgató irányította. Az épület földszintjén papír- és könyvüzlet működött.
Az épületet 1994-ben a Dacia Felix Bank vette meg, az átépítés során lebetonozták a zodiákus-terem boltíveit és faragásait.